# Жълтокрако скално валаби
Жълтокракото скално валаби (Petrogale xanthopus) е вид бозайник от семейство Кенгурови (Macropodidae). Видът е почти застрашен от изчезване.

## Разпространение и местообитание
Разпространен е в Австралия.